# Brisbane International 2017 - Qualificazioni singolare maschile
Le qualificazioni del singolare maschile del Brisbane International 2017 sono state un torneo di tennis preliminare per accedere alla fase finale della manifestazione. I vincitori dell'ultimo turno sono entrati di diritto nel tabellone principale. In caso di ritiro di uno o più giocatori aventi diritto a questi sono subentrati i lucky loser, ossia i giocatori che hanno perso nell'ultimo turno ma che avevano una classifica più alta rispetto agli altri partecipanti che avevano comunque perso nel turno finale.

## Teste di serie
1. Michail Kukuškin (primo turno)
2. Ryan Harrison (primo turno)
3. Yoshihito Nishioka (qualificato)
4. Jared Donaldson (qualificato)

1. Frances Tiafoe (ultimo turno)
2. Bjorn Fratangelo (primo turno)
3. Stefan Kozlov (primo turno)
4. Tobias Kamke (primo turno)

## Qualificati
1. Alex de Minaur
2. Ernesto Escobedo

1. Yoshihito Nishioka
2. Jared Donaldson

## Tabellone qualificazioni

### Legenda
| - Q = Qualificato - WC = Wild card - LL = Lucky loser | - ALT = Alternate - SE = Special Exempt - PR = Protected Ranking | - w/o = Walkover - r = Ritirato - d = Squalificato |

### Sezione 1
|  | Primo turno | Primo turno        | Primo turno        | Primo turno | Primo turno |  |  | Ultimo turno | Ultimo turno   | Ultimo turno | Ultimo turno | Ultimo turno |  |
|  |             |                    |                    |             |             |  |  |              |                |              |              |              |  |
|  | 1           | Michail Kukuškin   | Michail Kukuškin   | 4           | 67          |  |  |              |                |              |              |              |  |
|  | WC          | Alex de Minaur     | Alex de Minaur     | 6           | 7           |  |  | WC           | Alex de Minaur | 64           | 6            | 6            |  |
|  |             | Andrew Whittington | Andrew Whittington | 65          | 3           |  |  | 5            | Frances Tiafoe | 7            | 4            | 4            |  |
|  | 5           | Frances Tiafoe     | Frances Tiafoe     | 7           | 6           |  |  |              |                |              |              |              |  |

### Sezione 2
|  | Primo turno | Primo turno      | Primo turno      | Primo turno | Primo turno |  |  | Ultimo turno     | Ultimo turno     | Ultimo turno | Ultimo turno | Ultimo turno |  |
|  |             |                  |                  |             |             |  |  |                  |                  |              |              |              |  |
|  | 2           | Ryan Harrison    | 4                | 6           | 4           |  |  |                  |                  |              |              |              |  |
|  |             | Ivan Dodig       | 6                | 4           | 6           |  |  | Ivan Dodig       | Ivan Dodig       | 3            | 7            | 3            |  |
|  |             | Ernesto Escobedo | Ernesto Escobedo | 6           | 6           |  |  | Ernesto Escobedo | Ernesto Escobedo | 6            | 63           | 6            |  |
|  | 8           | Tobias Kamke     | Tobias Kamke     | 3           | 4           |  |  |                  |                  |              |              |              |  |

### Sezione 3
|  | Primo turno | Primo turno        | Primo turno | Primo turno | Primo turno |  |  | Ultimo turno | Ultimo turno       | Ultimo turno       | Ultimo turno | Ultimo turno |  |
|  |             |                    |             |             |             |  |  |              |                    |                    |              |              |  |
|  | 3           | Yoshihito Nishioka | 6           | 0           | 6           |  |  |              |                    |                    |              |              |  |
|  |             | Gō Soeda           | 4           | 6           | 2           |  |  | 3            | Yoshihito Nishioka | Yoshihito Nishioka | 7            | 6            |  |
|  |             | Tim Smyczek        | 4           | 6           | 6           |  |  |              | Tim Smyczek        | Tim Smyczek        | 5            | 4            |  |
|  | 6           | Bjorn Fratangelo   | 6           | 2           | 3           |  |  |              |                    |                    |              |              |  |

### Sezione 4
|  | Primo turno | Primo turno        | Primo turno        | Primo turno | Primo turno |  |  | Ultimo turno | Ultimo turno       | Ultimo turno | Ultimo turno | Ultimo turno |  |
|  |             |                    |                    |             |             |  |  |              |                    |              |              |              |  |
|  | 4           | Jared Donaldson    | Jared Donaldson    | 6           | 6           |  |  |              |                    |              |              |              |  |
|  |             | Rajeev Ram         | Rajeev Ram         | 2           | 4           |  |  | 4            | Jared Donaldson    | 6            | 4            | 7            |  |
|  | WC          | John-Patrick Smith | John-Patrick Smith | 6           | 6           |  |  | WC           | John-Patrick Smith | 2            | 6            | 62           |  |
|  | 7           | Stefan Kozlov      | Stefan Kozlov      | 2           | 3           |  |  |              |                    |              |              |              |  |